# 델타다면체
델타다면체(Deltahedron)는 모든 면이 정삼각형인 다면체이다.

## 볼록한 델타다면체
정다면체 3가지와 존슨의 다면체 5가지가 있다. 존슨의 다면체 2가지와 정팔면체는 정다각뿔 2개를 맞붙인 모양을 띄고 있다.